# Propedies
Propedies är ett släkte av insekter. Propedies ingår i familjen gräshoppor.

## Dottertaxa tillPropedies, i alfabetisk ordning[1]
- Propedies aequalis
- Propedies auricularis
- Propedies bilobus
- Propedies bipunctatus
- Propedies boliviensis
- Propedies brevifacies
- Propedies caliginosus
- Propedies castaneum
- Propedies cerasinus
- Propedies christianeae
- Propedies dilatus
- Propedies eurycercis
- Propedies fusiformis
- Propedies geniculatus
- Propedies gigas
- Propedies gracilis
- Propedies hebardi
- Propedies juani
- Propedies lacertosus
- Propedies lineaalba
- Propedies lobipennis
- Propedies martini
- Propedies matogrossensis
- Propedies microsanguineus
- Propedies mulleus
- Propedies mutinus
- Propedies nanus
- Propedies oculeus
- Propedies olivaceus
- Propedies paraensis
- Propedies paraguayensis
- Propedies pseudogeniculatus
- Propedies quadripunctatus
- Propedies rehni
- Propedies roppai
- Propedies rubripennis
- Propedies rubripes
- Propedies sanguineus
- Propedies viridis
- Propedies viriosus